# اتاق مریخی
اتاق مریخی یک رمان منتشر شده در سال ۲۰۱۸ است که توسط نویسنده آمریکایی ، راشل کوشنر نوشته شده‌است. این کتاب در اول ماه مه ۲۰۱۸ از طریق چارلز اسکریبنرز سانز منتشر شد و برای جایزه جایزه ادبی من بوکر ۲۰۱۸ انتخاب شد. در ۵ نوامبر ۲۰۱۸، جایزه جایزه مدیسی ۲۰۱۸ را دریافت کرد.